# 리 메이저스
리 메이저스(Lee Majors, 1939년 4월 23일 ~ )는 미국의 배우이다.

## 출연 작품
- 6백만 달러의 사나이
- 스크루지 - 리 메이저스 역 (특별출연)
- 키톤 경찰
- 바이오닉 소머즈 (공동제작, 주연)
- 대화제
- 레이븐
- 벤10: 과거로의 질주 - 할아버지 / 맥스 역 (목소리)
- 애쉬 vs. 이블데드
- 아웃 콜드
- 나르코 서브 - 달라스 역
- 스턴트맨